# Patricia Lampens
Patricia Jeanne Lampens is een Belgisch astronoom verbonden aan de Koninklijke Sterrenwacht van België. 

## Opleiding
In 1979 studeerde Lampens af als wiskundige. In 1983-84 verbleef ze, via een Zwitserse studiebeurs, een jaar aan het Observatorium van Genève. In 1984-85 was ze docent-onderzoeker aan het Boyden Observatory van de Universiteit van Bloemfontein in Zuid-Afrika. Ze promoveerde in de astronomie in 1988 aan de Katholieke Universiteit Leuven (KU Leuven).

## Werkzaamheden
Na haar promotie-onderzoek van  1985 tot 1988 aan de Katholieke Universiteit Leuven (KU Leuven) zette  ze haar carrière als sterrenkundige voort aan de Koninklijke Sterrenwacht.
Tussen 2009 en 2023 was ze daarnaast ook gastdocent astrofysica aan de Université catholique de Louvain.
Samen met Coralie Neiner van het Observatoire de Paris was Lampens de eerste die een magnetische delta Scuti-veranderlijke ontdekte, gebruikmakend van de Canada-France-Hawaii Telescope op Mauna Kea in Hawaï.
Lampens is lid van de International Astronomical Union en zetelde in verschillende commissies.

## Sociaal Engagement
Lampens is mede-oprichter van BeWiSe, het Belgian Network for Women in Science. Tijdens de eerste jaren (2003-2008) was ze secretaris van de vereniging. Daarna trad ze toe tot de adviesraad. In 2011-2012 was ze schatbewaarder van het European Platform of Women Scientists (EWPS) als afgevaardigde van BeWiSe.

## Privéleven
Lampens is gehuwd met amateurastronoom Paul Van Cauteren. Het koppel is eigenaar van het Beersel Hills Observatory.
- Système universitaire de documentation: 225323109
- Virtual International Authority File: 88152380163401762408